# Divonne-les-Bains
Pour les articles homonymes, voir Divonne.
Divonne-les-Bains est une ville française de l'arrondissement de Gex dans le département de l'Ain. Elle se situe sur la frontière avec la Suisse romande, entre le pied du Jura et le lac Léman. Elle fait partie du Genevois français et du Grand Genève.
Les habitants de Divonne-les-Bains sont les Divonnais et les Divonnaises.

## Géographie

### Localisation
Divonne est située à l'extrémité du pays de Gex. Frontalière de la Suisse, elle se situe à 20 km de Genève. Plusieurs hameaux sont rattachés à Divonne : Arbère, Crassy, Plan, Vésenex (avant la révolution de 1789, Vésenex était un village de la paroisse de Divonne. Le 28 février 1965, la commune de Vésenex-Crassy fut supprimée et réabsorbée par Divonne.

#### Communes limitrophes

Territoire de Divonne et de Vésenex-Crassy avant leur fusion.

### Climat
Pour des articles plus généraux, voir Climat d'Auvergne-Rhône-Alpes et Climat de l'Ain.
En 2010, le climat de la commune est de type climat de montagne, selon une étude du CNRS s'appuyant sur une série de données couvrant la période 1971-2000. En 2020, Météo-France publie une typologie des climats de la France métropolitaine dans laquelle la commune est exposée à un climat de montagne ou de marges de montagne et est dans la région climatique Jura, caractérisée par une forte pluviométrie en toutes saisons (1 000 à 1 500 mm/an), des hivers rigoureux et un ensoleillement médiocre.
Pour la période 1971-2000, la température annuelle moyenne est de 9,8 °C, avec une amplitude thermique annuelle de 17,8 °C. Le cumul annuel moyen de précipitations est de 1 224 mm, avec 11,2 jours de précipitations en janvier et 9,4 jours en juillet. Pour la période 1991-2020, la température moyenne annuelle observée sur la station météorologique installée sur la commune est de 10,5 °C et le cumul annuel moyen de précipitations est de 1 129,8 mm,. Pour l'avenir, les paramètres climatiques de la commune estimés pour 2050 selon différents scénarios d'émission de gaz à effet de serre sont consultables sur un site dédié publié par Météo-France en novembre 2022.
| Mois                                  | jan.           | fév.           | mars           | avril         | mai           | juin          | jui.          | août          | sep.          | oct.          | nov.          | déc.         | année      |
| ------------------------------------- | -------------- | -------------- | -------------- | ------------- | ------------- | ------------- | ------------- | ------------- | ------------- | ------------- | ------------- | ------------ | ---------- |
| Température minimale moyenne (°C)     | −2             | −2,2           | 0,2            | 3,8           | 7,4           | 11,1          | 12,6          | 11,9          | 8,9           | 5,8           | 1,7           | −1,4         | 4,8        |
| Température moyenne (°C)              | 1,8            | 2,5            | 5,9            | 10,3          | 13,9          | 17,9          | 20            | 19,1          | 15,6          | 11,1          | 5,9           | 2,2          | 10,5       |
| Température maximale moyenne (°C)     | 5,6            | 7,1            | 11,6           | 16,9          | 20,3          | 24,8          | 27,5          | 26,3          | 22,3          | 16,3          | 10,2          | 5,8          | 16,2       |
| Record de froid (°C) date du record   | −15,5 28.01.05 | −16,5 05.02.12 | −14,5 01.03.05 | −6,9 08.04.21 | −2,5 07.05.19 | 1,5 01.06.06  | 5 15.07.16    | 4 26.08.18    | 0 20.09.12    | −6 30.10.12   | −14 27.11.05  | −15 20.12.09 | −16,5 2012 |
| Record de chaleur (°C) date du record | 17 01.01.23    | 21 23.02.20    | 23,3 31.03.21  | 28,5 22.04.18 | 32 25.05.09   | 36,5 30.06.19 | 39,3 19.07.22 | 39,9 24.08.23 | 33,5 12.09.18 | 27,7 02.10.23 | 23,1 02.11.20 | 16 31.12.22  | 39,9 2023  |
| Précipitations (mm)                   | 112,9          | 80,7           | 86,5           | 75,8          | 98,4          | 98,4          | 82,6          | 93            | 68,5          | 103,7         | 102           | 127,3        | 1 129,8    |

### Habitat
| Logements                                        | Nombre en 2016 | % en 2016 | nombre en 2011 | % en 2011 |
| ------------------------------------------------ | -------------- | --------- | -------------- | --------- |
| Total                                            | 5 597          | 100 %     | 4 789          | 100 %     |
| Résidences principales                           | 4 193          | 74,9 %    | 3 721          | 77,7 %    |
| → Dont HLM                                       | 417            | 9,9 %     | 290            | 7,8 %     |
| Résidences secondaires et logements occasionnels | 967            | 17,3 %    | 754            | 15,8 %    |
| Logements vacants                                | 436            | 7,8 %     | 314            | 6,6 %     |
| Dont :                                           |                |           |                |           |
| → maisons                                        | 1 882          | 33,6 %    | 1 761          | 36,8 %    |
| → appartements                                   | 3 674          | 65,6 %    | 2 992          | 62,5 %    |

## Urbanisme

### Typologie
Au 1er janvier 2024, Divonne-les-Bains est catégorisée ceinture urbaine, selon la nouvelle grille communale de densité à 7 niveaux définie par l'Insee en 2022.
Elle appartient à l'unité urbaine de Divonne-les-Bains (partie française), une agglomération internationale constituant une ville isolée,. Par ailleurs la commune fait partie de l'aire d'attraction de Genève - Annemasse (partie française), dont elle est une commune de la couronne,. Cette aire, qui regroupe 158 communes, est catégorisée dans les aires de 700 000 habitants ou plus (hors Paris),.

### Occupation des sols
L'occupation des sols de la commune, telle qu'elle ressort de la base de données européenne d’occupation biophysique des sols Corine Land Cover (CLC), est marquée par l'importance des forêts et milieux semi-naturels (54,8 % en 2018), une proportion sensiblement équivalente à celle de 1990 (55,2 %). La répartition détaillée en 2018 est la suivante : 
forêts (50,2 %), zones urbanisées (12,9 %), terres arables (10,6 %), prairies (7,5 %), zones agricoles hétérogènes (5,7 %), espaces verts artificialisés, non agricoles (4,8 %), milieux à végétation arbustive et/ou herbacée (4,6 %), zones industrielles ou commerciales et réseaux de communication (1,4 %), zones humides intérieures (1,2 %), eaux continentales (1,2 %).
L'évolution de l’occupation des sols de la commune et de ses infrastructures peut être observée sur les différentes représentations cartographiques du territoire : la carte de Cassini (XVIIIe siècle), la carte d'état-major (1820-1866) et les cartes ou photos aériennes de l'IGN pour la période actuelle (1950 à aujourd'hui).

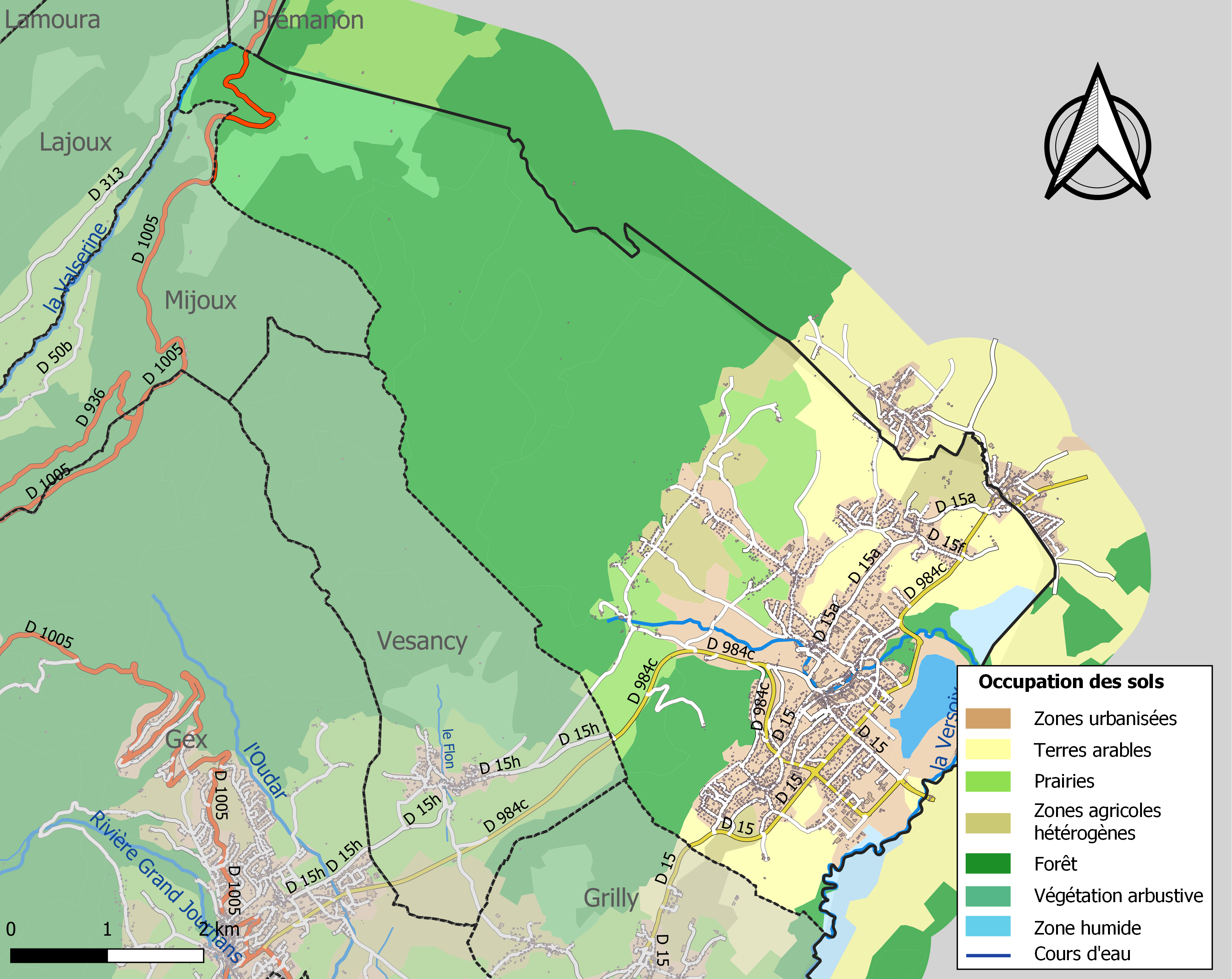
Carte des infrastructures et de l'occupation des sols de la commune en 2018 (CLC).

### Voies de communication et transports

#### Voies ferrées
Divonne était desservie, jusqu'en 1980, par des autorails omnibus Bellegarde-Divonne, via la ligne de Collonges - Fort-l'Écluse à Divonne-les-Bains qui se prolongeait jadis en Suisse par le chemin de fer Nyon-Crassier-Divonne jusqu'à Nyon. Aujourd'hui, la ligne suisse n'existe plus depuis longtemps, et la ligne française est désaffectée, même si un projet de réouverture est envisagé. Le TGV Lyria Paris-Genève est en correspondance à Bellegarde-sur-Valserine avec la ligne 33 des cars Région Express (trajet d'une heure environ vers Divonne).

#### Routes
Divonne est à 2 km de l'autoroute suisse A1 (sortie 10, Coppet).

#### Transports en commun
Divonne-les-Bains est desservie quotidiennement par plusieurs lignes de bus :
- la ligne de bus 814 des Transports publics de la région nyonnaise (TPN) Divonne-Coppet ;
- la ligne de bus 818 des Transports publics de la région nyonnaise (TPN) Gex-Divonne-Nyon ;
- la ligne Cars Régions Express (TER) Divonne - Bellegarde-sur-Valserine (Gare).

Une voie réservée aux bus au niveau de l'Avenue de Genève ainsi qu'un parc relais à côté de la douane valorisent la liaison vers Coppet.
Pendant la saison hivernale, des bus permettent de relier Divonne aux stations des Monts Jura (station de sports d'hiver).
Depuis le 15 décembre 2019, à l'occasion de l'entrée en service du Léman Express, le doublement de la ligne Gex-Divonne-Coppet est effectué, ainsi que la création de 2 nouvelles lignes :
- Nyon-Divonne-Gex (aux heures de pointes, en bus hybrides),
- Coppet-Divonne-Maconnex (chaque demi-heure aux heures de pointe et chaque heure le reste de la journée ; via Grilly, Sauverny et Versonnex). Cette branche Divonne-Maconnex sera fermée 2023, tous les bus 814 auront Divonne, Arbere comme terminus.

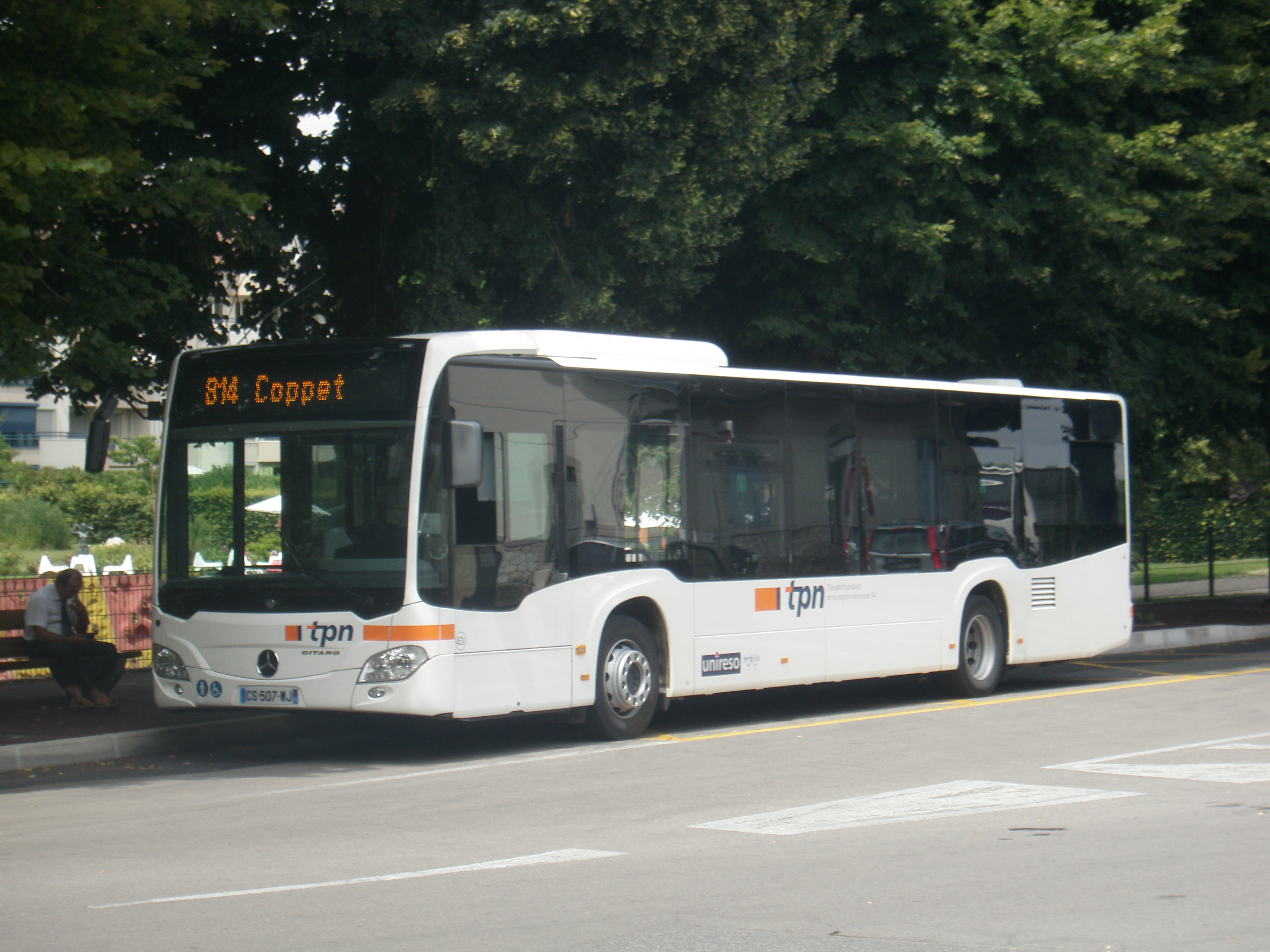
Bus TPN de la ligne 814 à l'ancienne gare de Divonne-les-Bains.

#### Mobilités douces
Divonne compte 31 km de pistes cyclables, l'ancienne voie ferrée devient une voie verte Gex-Divonne (via Grilly), et une voie en site propre est créée entre le lac et Crassier (Vaud).
La ville propose aussi :
- 50 vélos électriques en libre-service
- un parking relais au niveau de la douane
- 5 bornes de recharge pour les véhicules électriques
- 2 véhicules propres en auto-partage

La ville utilise aussi 7 véhicules électriques pour les services communaux.

## Toponymie
Le nom est mentionné anciennement sous les formes Divonae, Divonna et Divona au XIIe siècle, Dyvona et Dyvone au XIVe siècle, Dyvonne au début du siècle suivant et Divonne en 1676.
Le toponyme trouverait son origine dans le « théonyme gaulois *Devona, Divona, ayant désigné d'abord une source sacrée, peut-être avec le suffixe -onne ».

## Histoire
Habitée dès la Préhistoire, Divonne est particulièrement appréciée des Gallo-romains pour la qualité de son eau. En effet, un aqueduc relie alors Divonne à Nyon pour alimenter cette dernière en eau. Si l’on en croit la légende, Divona signifierait « Eau Divine » en gaulois.
Divonne est définitivement rattachée à la France avec le pays de Gex, dont elle dépend[réf. nécessaire], par le traité de Lyon de 1601. Entre 1798 et 1813, Divonne fait partie de l'arrondissement de Genève du département du Léman.
Fréquentée pour ses eaux à partir de 1830, la commune se dote d'une station thermale en 1849, grâce au docteur Paul Vidart. En 1850, les premiers curistes arrivent à Divonne, et la ville devient célèbre en accueillant en 1855 son premier hôte de marque, en la personne de Jérôme Bonaparte. C'est en 1892, par un décret ministériel signé par le président de la République Sadi Carnot, que la commune de Divonne a acquis officiellement la dénomination « Divonne-les-Bains ».
Le 15 février 1965, la commune absorbe Vésenex-Crassy peuplée de 200 habitants à l'époque.
Durant le XXe siècle, Divonne va améliorer la qualité de ses thermes, ce qui fera venir un nombre encore plus important de curistes. Le parcours de golf date de 1931. En 1945 Marcel Anthonioz devient maire de Divonne-les-Bains. De nombreux équipements vont être construits : le casino (1954), nouveaux thermes, hippodrome, lac artificiel, centre nautique, voies de communication, etc. Le collège de Divonne, construit en 1976, porte le nom de M. Anthonioz, décédé à Divonne la même année.
En octobre 2022, la régie municipale des thermes de Divonne-les-Bains prend la décision de suspendre les cures thermales à compter du 1er janvier 2023 et jusqu'à reprise de l'établissement par un repreneur spécialisé.

## Politique et administration

Hôtel de ville.

La commune a absorbé en 1965 celle de  Vésenex-Crassy.

### Rattachements administratifs et électoraux
La commune se trouve depuis 1933 dans l'arrondissement de Gex du département de l'Ain. Pour l'élection des députés, elle fait partie depuis 1988 de la troisième circonscription de l'Ain.
Elle fait partie depuis 1793 du canton de Gex. Dans le cadre du redécoupage cantonal de 2014 en France, ce canton, dont la commune est toujours membre, est modifié, passant de 11 à 7 communes.

### Intercommunalité
La ville est membre de la communauté d'agglomération du Pays de Gex, en abrégé Pays de Gex Agglo, créée en 1996 sous le statut de communauté de communes, transformée en communauté d'agglomération en 2019.

### Tendances politiques et résultats électoraux
| Liste                            | Tête de liste     | Nombre de voix | Résultat | Nombre d'élus municipaux | dont communautaires |
| -------------------------------- | ----------------- | -------------- | -------- | ------------------------ | ------------------- |
| Divonne-les-Bains, naturellement | Vincent Scattolin | 1.617          | 65,04 %  | 24                       | 5                   |
| Unis pour Divonne-les-Bains      | Jean di Stefano   | 705            | 28,36 %  | 4                        | 0                   |
| Divonne pour vous !              | Jean-Louis Yguel  | 164            | 6,6 %    | 1                        | 0                   |

### Liste des maires
| Période                                  | Période      | Identité            | Étiquette                 | Qualité |
| ---------------------------------------- | ------------ | ------------------- | ------------------------- | --- |
| 1879                                     | 1888         | Charles Vidart      |                           | Père de René Vidart et fils de Paul Vidart |
| Les données manquantes sont à compléter. |              |                     |                           | |
| 1945                                     | 1976         | Marcel Anthonioz    | RI                        | Chef d'entreprise Secrétaire d'État (1969 → 1972) Député de l'Ain (1951 → 1976) Conseiller général de Gex (1945 → 1976) |
| 1976                                     | 1989         | Jean Prost          | UDF-PR                    | Kinésithérapeute Conseiller général de Gex (1976 → 1988) |
| 1989                                     | 1990         | Jean-Claude Pruvost | GÉ                        | Professeur |
| 1991                                     | février 2019 | Étienne Blanc       | UDF puis DL puis UMP → LR | Avocat Député de l'Ain (3e circ.) (2002 → 2016) Conseiller régional de Rhône-Alpes (1992 → 2002) Conseiller régional d'Auvergne-Rhône-Alpes (2015 →) Vice-président du conseil régional (2015 → ) Président de la CC du Pays de Gex (1996 → 2014) Démissionnaire |
| février 2019,                            | En cours     | Vincent Scattolin   | DVD                       | Urbaniste Vice-président de la CA Pays de Gex Agglo (2014 → ) Vice-président du Pôle métropolitain du Genevois français (2020 → ) Réélu pour le mandat 2020-2026,                                                                                                |

### Distinctions et labels
- En 2017, la commune obtient le niveau maximal « quatre fleurs » au concours des villes et villages fleuris[34].

## Population et société

### Évolution démographique
L'évolution du nombre d'habitants est connue à travers les recensements de la population effectués dans la commune depuis 1793. Pour les communes de moins de 10 000 habitants, une enquête de recensement portant sur toute la population est réalisée tous les cinq ans, les populations de référence des années intermédiaires étant quant à elles estimées par interpolation ou extrapolation. Pour la commune, le premier recensement exhaustif entrant dans le cadre du nouveau dispositif a été réalisé en 2007.
En 2022, la commune comptait 10 300 habitants, en évolution de +8,82 % par rapport à 2016 (Ain : +5,15 %, France hors Mayotte : +2,11 %).
| 1793  | 1800  | 1806  | 1821  | 1831  | 1836  | 1841  | 1846  | 1851  |
| ----- | ----- | ----- | ----- | ----- | ----- | ----- | ----- | ----- |
| 1 185 | 1 275 | 1 345 | 1 301 | 1 335 | 1 417 | 1 500 | 1 385 | 1 653 |

| 1856  | 1861  | 1866  | 1872  | 1876  | 1881  | 1886  | 1891  | 1896  |
| ----- | ----- | ----- | ----- | ----- | ----- | ----- | ----- | ----- |
| 1 417 | 1 356 | 1 410 | 1 472 | 1 427 | 1 463 | 1 625 | 1 560 | 1 624 |

| 1901  | 1906  | 1911  | 1921  | 1926  | 1931  | 1936  | 1946  | 1954  |
| ----- | ----- | ----- | ----- | ----- | ----- | ----- | ----- | ----- |
| 1 665 | 1 625 | 1 710 | 1 610 | 1 721 | 1 894 | 1 830 | 1 721 | 1 644 |

| 1962  | 1968  | 1975  | 1982  | 1990  | 1999  | 2006  | 2007  | 2012  |
| ----- | ----- | ----- | ----- | ----- | ----- | ----- | ----- | ----- |
| 2 516 | 3 276 | 4 238 | 4 783 | 5 580 | 6 171 | 7 400 | 7 572 | 8 615 |

| 2017  | 2022   | - | - | - | - | - | - | - |
| ----- | ------ | - | - | - | - | - | - | - |
| 9 644 | 10 300 | - | - | - | - | - | - | - |

### Pyramide des âges
En 2021, le taux de personnes d'un âge inférieur à 30 ans s'élève à 34,5 %, soit en dessous de la moyenne départementale (35,3 %). De même, le taux de personnes d'âge supérieur à 60 ans est de 21,7 % la même année, alors qu'il est de 24,3 % au niveau départemental.
En 2021, la commune comptait 4 738 hommes pour 5 399 femmes, soit un taux de 53,26 % de femmes, largement supérieur au taux départemental (50,65 %).
Les pyramides des âges de la commune et du département s'établissent comme suit :
| Hommes | Classe d’âge | Femmes |
| ------ | ------------ | ------ |
| 0,5    | 90 ou +      | 1,5    |
| 6,8    | 75-89 ans    | 8,2    |
| 12,5   | 60-74 ans    | 13,7   |
| 22,1   | 45-59 ans    | 20,1   |
| 23,3   | 30-44 ans    | 22,1   |
| 13,7   | 15-29 ans    | 13,4   |
| 21,1   | 0-14 ans     | 20,9   |

| Hommes | Classe d’âge | Femmes |
| ------ | ------------ | ------ |
| 0,6    | 90 ou +      | 1,6    |
| 6,3    | 75-89 ans    | 8,1    |
| 15,5   | 60-74 ans    | 16,2   |
| 21     | 45-59 ans    | 20,4   |
| 19,8   | 30-44 ans    | 19,8   |
| 16,4   | 15-29 ans    | 15     |
| 20,4   | 0-14 ans     | 18,9   |

### Immigration
Selon l'Insee, la ville comptait 2 390 immigrés (nés étrangers à l'étranger) sur une population totale de 9 787 en 2018 soit un quart de la population totale.

### Travailleurs frontaliers
Fin 2014, la commune comptait 1 183 frontaliers (titulaires d'un permis G) travaillant dans le canton de Genève, et a reçu une rétrocession financière de 2,282 millions d'euros de la part du canton (chaque année, depuis 1973, Genève reverse une partie de l'impôt perçu sur le revenu des frontaliers aux communes françaises avoisinantes). Cette même année, le montant de la compensation genevoise dépasse les 232 millions d'euros répartis entre l'Ain et la Haute-Savoie, en fonction du nombre de frontaliers travaillant à Genève et résidant dans chacun des deux départements,.

### Enseignement
La ville possède une école maternelle située au centre-ville, à proximité de l'école primaire du centre. Dans les hameaux d'Arbère, Villard et Vesenex, sont présentes trois écoles primaires. Les écoles de Villard et Vesenex sont regroupées au sein de l'école des Hameaux. À la rentrée 2019, la ville comptait 1170 écoliers parmi les 43 classes des écoles maternelles et primaires.
Une nouvelle école, dénommée Guy-de-Maupassant, regroupant un centre de loisirs et les cuisines municipales a ouvert en 2013.
Depuis la rentrée 2019, toutes les classes sont équipées de tableaux interactifs, dans le cadre du plan informatique de la commune.
Un vaste plan de rénovation énergétique des écoles est adopté en 2022.
Divonne-les-Bains compte aussi un collège d'enseignement général, le collège Marcel-Anthonioz construit en 1976. À la suite de l'incendie du réfectoire du 19 novembre 2014, celui-ci est reconstruit et modernisé en 2015.

### Culture

#### Salles de spectacles
- L'espace Charles-Aznavour, dévolu à la chanson, propriété du Domaine de Divonne (casino de Divonne) ; il est utilisé occasionnellement pour la venue d'artistes de renommée nationale ou internationale ;
- Le cinéma-théâtre André-Dussollier, construit au XIXe siècle, appartenant également au Domaine de Divonne ; le cinéma est actuellement exploité (2021 - aujourd'hui), mais la programmation théâtrale ne propose que quelques dates dans l'année. Une rénovation du cinéma-théâtre est engagée à la rentrée 2019 afin de relancer les activités dans ce lieu et de le valoriser.
- La salle de spectacle située à l'Esplanade du Lac, offrant 498 places assises, dévolue au théâtre et à la danse, propriété de la commune de Divonne-les-Bains ; la saison culturelle comprend une trentaine de spectacles[47]. Les estivales du lac s'y déroulent en juillet et en août et comprennent diverses animations (séances de cinéma en plein air, spectacles de danse, ateliers créatifs...).

### Sports
- La ville de Divonne possède un gymnase avec une salle d'escalade, deux salles de combat, deux salles de danse, une salle d'agrès et une salle multisports.
- Il y a aussi 8 courts de tennis, dont deux couverts en terre battue depuis 2011.
- La ville possède aussi un golf de dix-huit trous, un neuf trous, un centre nautique olympique (architecte Maurice Novarina), une plage surveillée, un hippodrome accueillant des courses de trot et de galop, quatre terrains de football dont un synthétique, un city stade et un skatepark. Des sports nautiques sont aussi exercés dans le lac.
- L’équipe de France de football (menée par Raymond Kopa) a effectué son stage de préparation de la Coupe du monde 1954 à Divonne-les-Bains.
- Le Tour de France 1969 , le Tour de France 1973 et le Tour de France 1976 ont eu comme ville-étape Divonne-les-Bains.
- Divonne a accueilli pendant plusieurs années le championnat du monde de Dragon Boat (discipline) au lac.
- L'équipe de rugby de l'agglomération du Pays de Gex (Union Sportive du Pays de Gex) évolue en championnat Honneur[48].
- L'équipe de football de Divonne-les-Bains (U.S Divonne) évolue en division régionale[49].
- La pratique du sport est favorisée par la ville à la suite de l'obtention des labels « Terre de Jeux 2024 » et « Centre de préparation aux Jeux ».

### Social
La commune compte environ 300 logements sociaux en 2019. Le projet de PLU prévoit la construction de près de 400 logements sociaux dans la ville entre 2020 et 2030.

## Économie

### Revenus de la population et fiscalité
En 2010, le revenu fiscal médian par ménage était de 45 038 €, ce qui plaçait Divonne-les-Bains au 849e rang parmi les 31 525 communes de plus de 39 ménages en métropole.
En 2016, le revenu fiscal médian par ménage était de 46 008 €

### Emploi
La population de Divonne-les-Bains se répartit à 49,7 %[Quand ?] d'actifs, ce qui est légèrement supérieur au 45,2 % d'actifs de la moyenne nationale, 14,5 % de retraités, un chiffre inférieur au 18,2 % national. On dénombre également 21,4 % de jeunes scolarisés et 14,4 % d'autres personnes sans activité.
Le taux d'activité de la population des 20 à 59 ans de Divonne était de 82 %, avec un taux de chômage de 7,1 %, en 1999, donc bien inférieur à la moyenne nationale de 12,9 % de chômeurs.
Répartition des emplois par domaine d'activité
|                             | Agriculteurs | Artisans, commerçants, chefs d'entreprise | Cadres, professions intellectuelles | Professions intermédiaires | Employés | Ouvriers |
| --------------------------- | ------------ | ----------------------------------------- | ----------------------------------- | -------------------------- | -------- | -------- |
| Divonne-les-Bains           | 0,4 %        | 8,1 %                                     | 18,6 %                              | 20,8 %                     | 35,5 %   | 16,6 %   |
| Moyenne nationale           | 2,4 %        | 6,4 %                                     | 12,1 %                              | 22,1 %                     | 29,9 %   | 27,1 %   |
| Sources des données : INSEE |              |                                           |                                     |                            |          |          |

## Projets

### Embouteillage de l'eau minérale de Divonne-les-Bains
Face à la contestation en France et en Suisse, un projet d'embouteillage de l'eau de Divonne-les-Bains lancé en 2016 est abandonné en 2019 en raison de « la rupture du rapport de confiance avec le porteur de projet », et car ce projet « devient incompatible avec les politiques menées par la commune et notamment dans le domaine de l’environnement et du développement durable ». Le maire s'engage à « faire le nécessaire pour que la rupture du contrat ne coûte rien aux Divonnais » et propose au conseil municipal de travailler sur un concept de fontaines d’eau minérale afin de rendre « cette richesse plus accessible aux Divonnais ».

## Culture locale et patrimoine

### Lieux et monuments

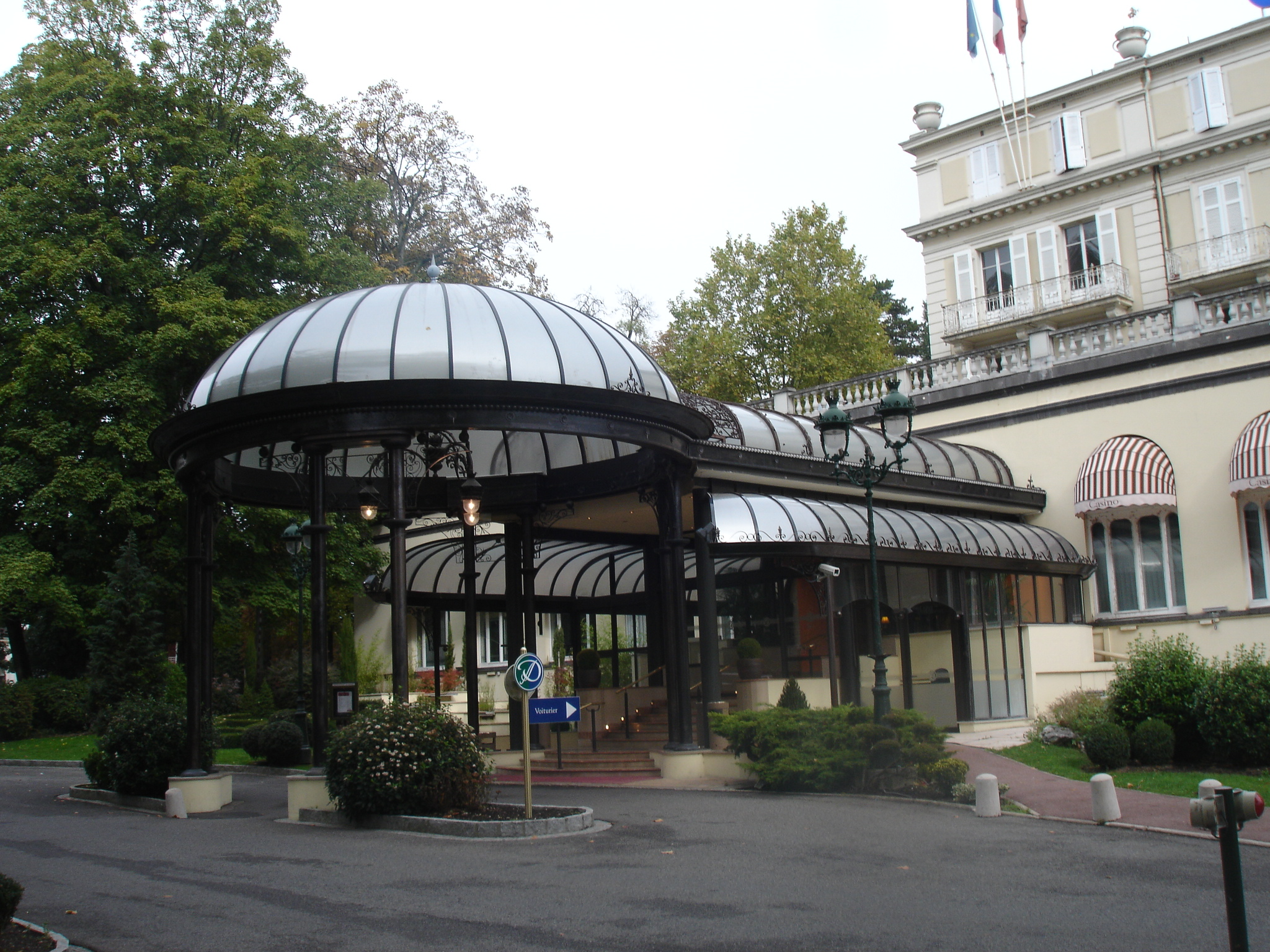
L'entrée du casino.

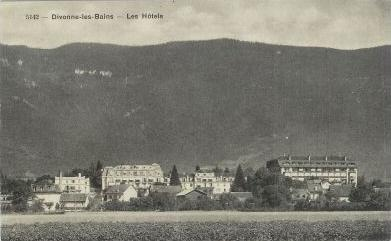
Divonne-les-Bains, les hôtels, vers 1920.

- Château de Divonne avec chapelle, chemin du Château.
- Château de Crassy.
- Site classé de la pierre des marais.
- La villa Beaulieu fait l’objet d’une inscription au titre des monuments historiques depuis 1994[54].
- Le lac artificiel de Divonne.
- Le Moulin David, ancienne usine hydroélectrique de la Société des Bains[55].

Divonne possède une église et un temple protestant :
- L'église Saint-Étienne, place de l'Église située au centre-ville ;
- Le temple de l'Église réformée, rue du Temple, construit en 1870. Il est situé à cinquante mètres de l'église.

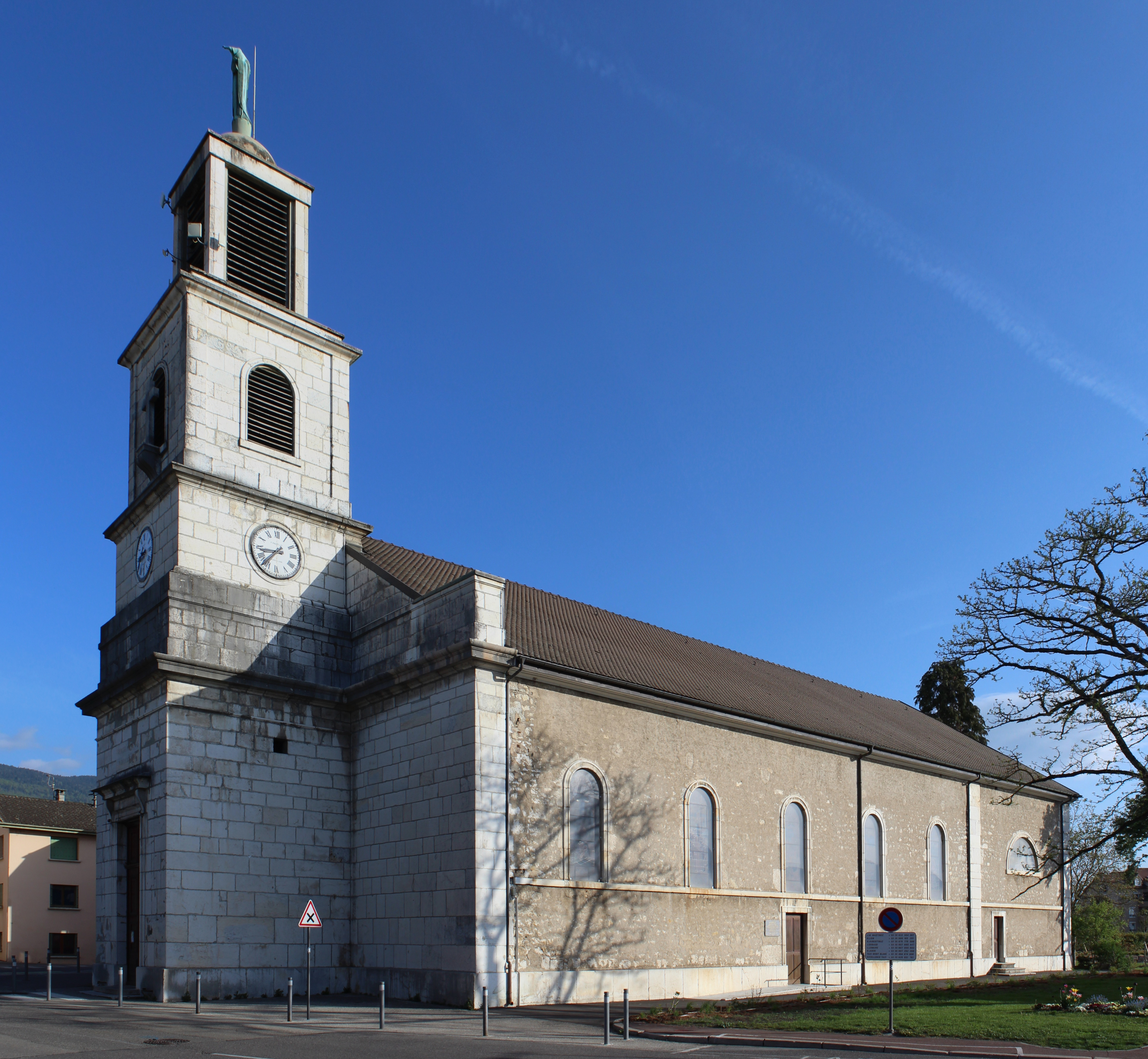
Église Saint-Étienne.
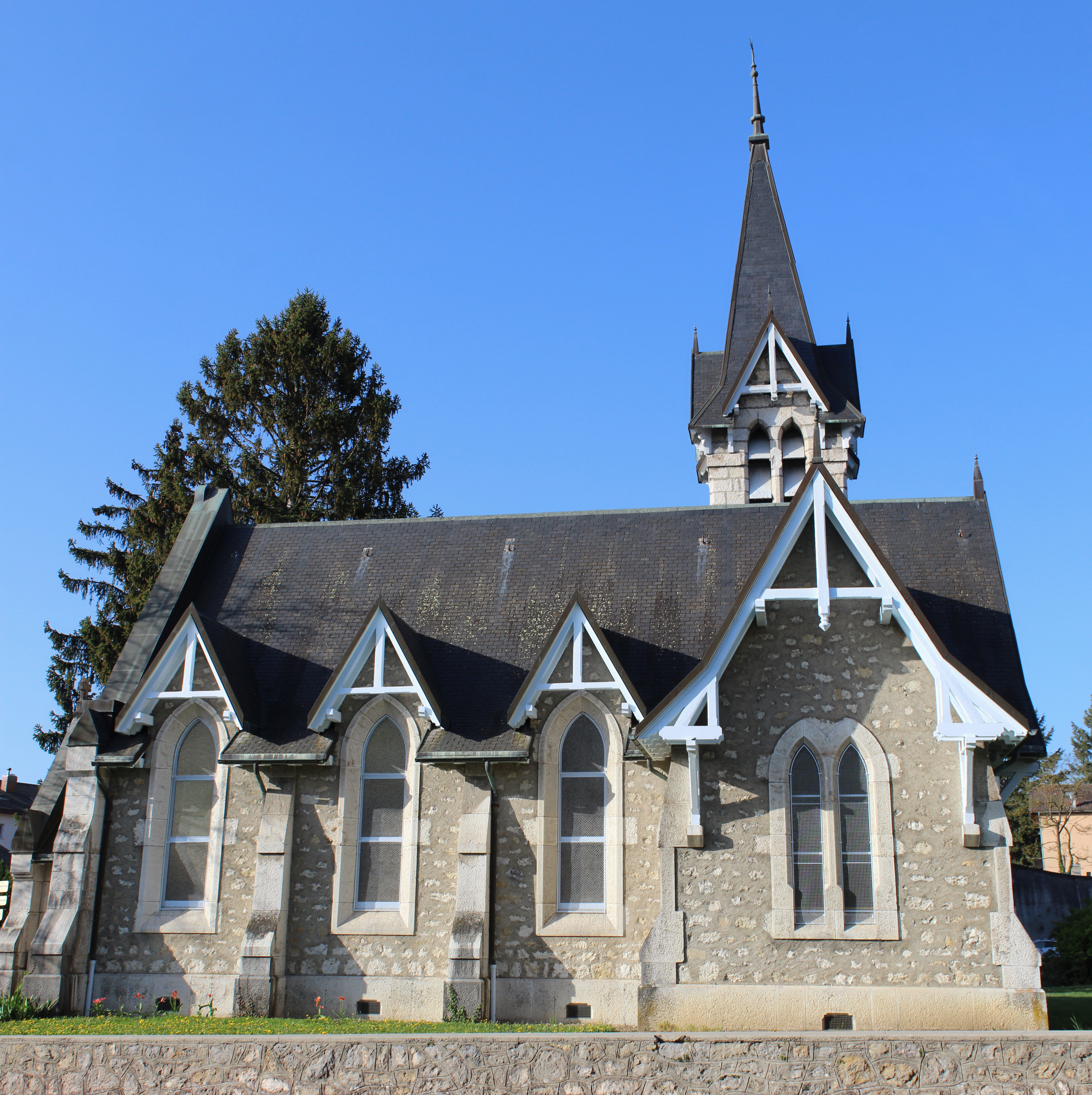
Temple de Divonne.

### Personnalités liées à la commune
- Bernard de Bluet d'Arbères (1566 - 1606), bouffon et prédicateur,  également connu sous le faux titre de Comte de Permission, né dans le hameau d'Arbère.
- Alfred André (1810-1893), banquier et homme politique français, petit-fils du banquier Dominique André et du général Frédéric Henri Walther, fut propriétaire du château de Crassy de 1874 à 1893.
- Marcel Anthonioz, maire de Divonne de 1945 à 1976, député indépendant de l'Ain (1951-76) et secrétaire d'État au Tourisme (1969-1972), ainsi que vice-président de l'Assemblée nationale (1967-1969).
- Marion Bartoli, victorieuse du tournoi de Wimbledon en 2013, grandit à Divonne et est licenciée du Tennis club de la ville.
- Georges Bernanos fait une cure à Divonne-les-Bains (il résidait à Vésenex) en 1930.
- Jean Étienne Philibert de Prez de Crassier, dénommé Étienne Deprez-Crassier durant la Révolution française, général de division né le 18 janvier 1733 à Crassy (aujourd'hui hameau de Divonne-les-Bains) et mort le 6 juillet 1803 au château d'Ornex[56] ; la rue Étienne-Deprez porte son nom.
- Raymond Cretin, né en 1914 à Divonne-les-Bains, déporté à Buchenwald en octobre 1943 à pour acte de résistance[57],[58].
- Gabriel Fauré, pianiste, organiste et compositeur, a fait de fréquents séjours à Divonne pour raison de santé. Sa dernière œuvre, le quatuor à cordes en mi mineur opus 121, a été composée à Divonne, en 1924.
- Louis-Marie-François de La Forest Divonne, né au château de Divonne le 10 juin 1765. Décédé à Divonne en 1838.
- Guy de Maupassant (1850-1893) fait une cure à Divonne-les-Bains (il résidait à Vésenex, aujourd'hui hameau de Divonne-les-Bains) en 1891.
- Florent Pagny habite à Divonne-les-Bains dans les années 1970[59].
- Jacqueline Porel, (1918-2012), née à Divonne-les-Bains, actrice et mère de Jean-Marie Périer, Anne-Marie Périer et Marc Porel.
- Gustave Schlumberger (1844-1929), historien, byzantiniste et numismate français, spécialisé dans l'histoire des Croisades et de l'Empire byzantin, a fait plusieurs séjours au château de Crassy, alors propriété d'une de ses cousines elle aussi membre de la famille Schlumberger.
- Jean Souètre (1930-2001), militaire français, capitaine dans les commandos de l'air lors de la Guerre d'Algérie puis membre de l'OAS. Membre du comité de direction du Casino de 1976 jusqu'à son décès en 2001.
- Paul Vidart (1817-1873), médecin, fondateur de l'établissement thermal.
- René Vidart, né le 24 juillet 1890 à Divonne-les-Bains et décédé en 1928 au Bourget-du-Lac. Petit-fils de Paul Vidart, aviateur, héros de l’air en 1911, moniteur à Ambérieu-en-Bugey et blessé au cours de la Première Guerre mondiale[60].

### Événements
- Entre le 1er et le 18 octobre 2019, la commune organise avec le bureau de l'Organisation des Nations unies à Genève ainsi qu'avec la Fondation pour Genève une exposition sur le développement durable, et les objectifs des Nations unies en la matière. La commune expose aussi ses actions dans le domaine[61].
- De nombreux évènements prévus autour des Jeux olympiques d'été de 2024, à la suite de l'obtention du label « Terre de Jeux 2024 », le 22 novembre 2019.

### Patrimoine naturel
La commune bénéficie d'importants atouts environnementaux et met en place plusieurs actions en faveur de la nature.

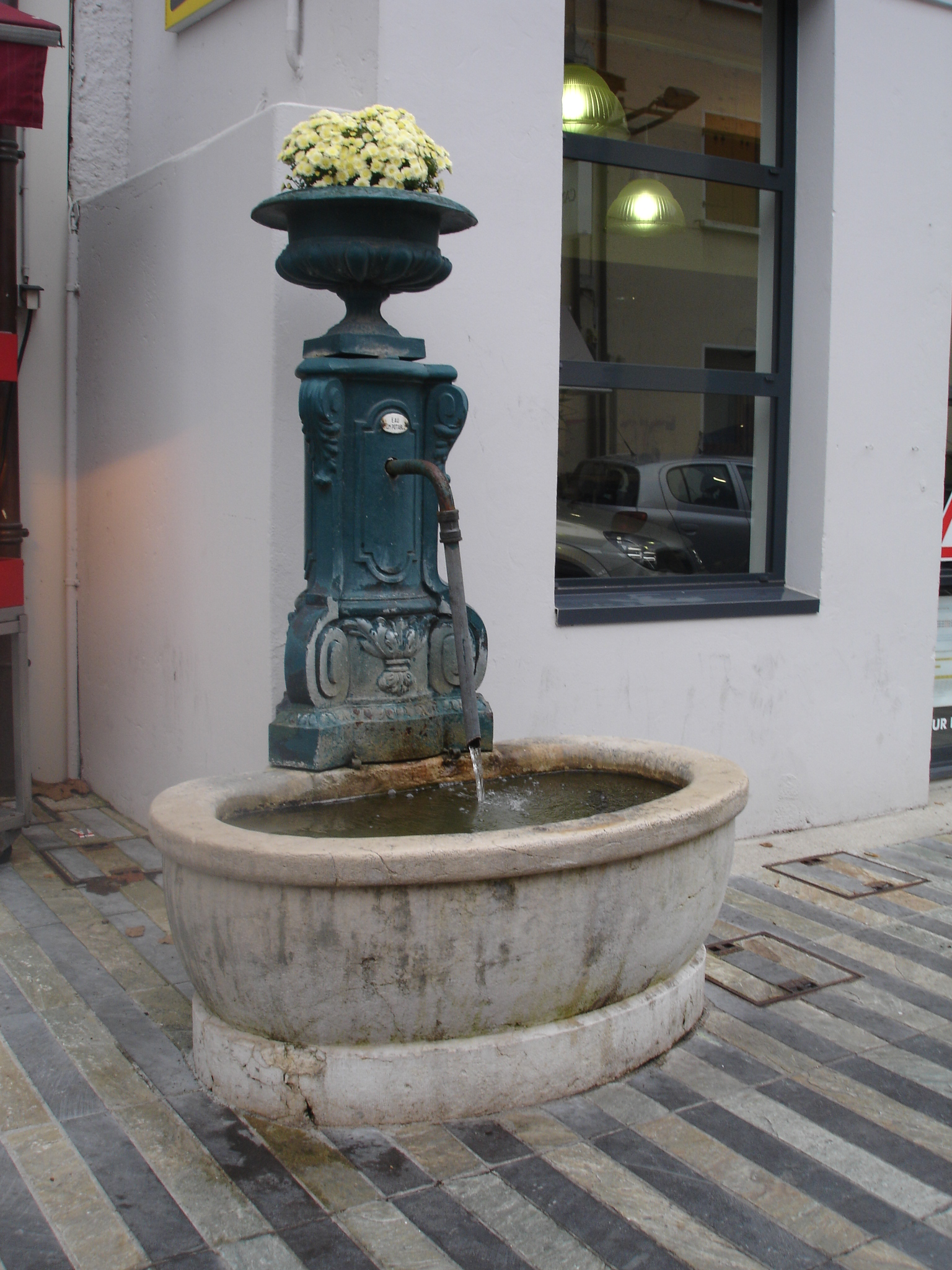
Fontaine ancienne du centre.
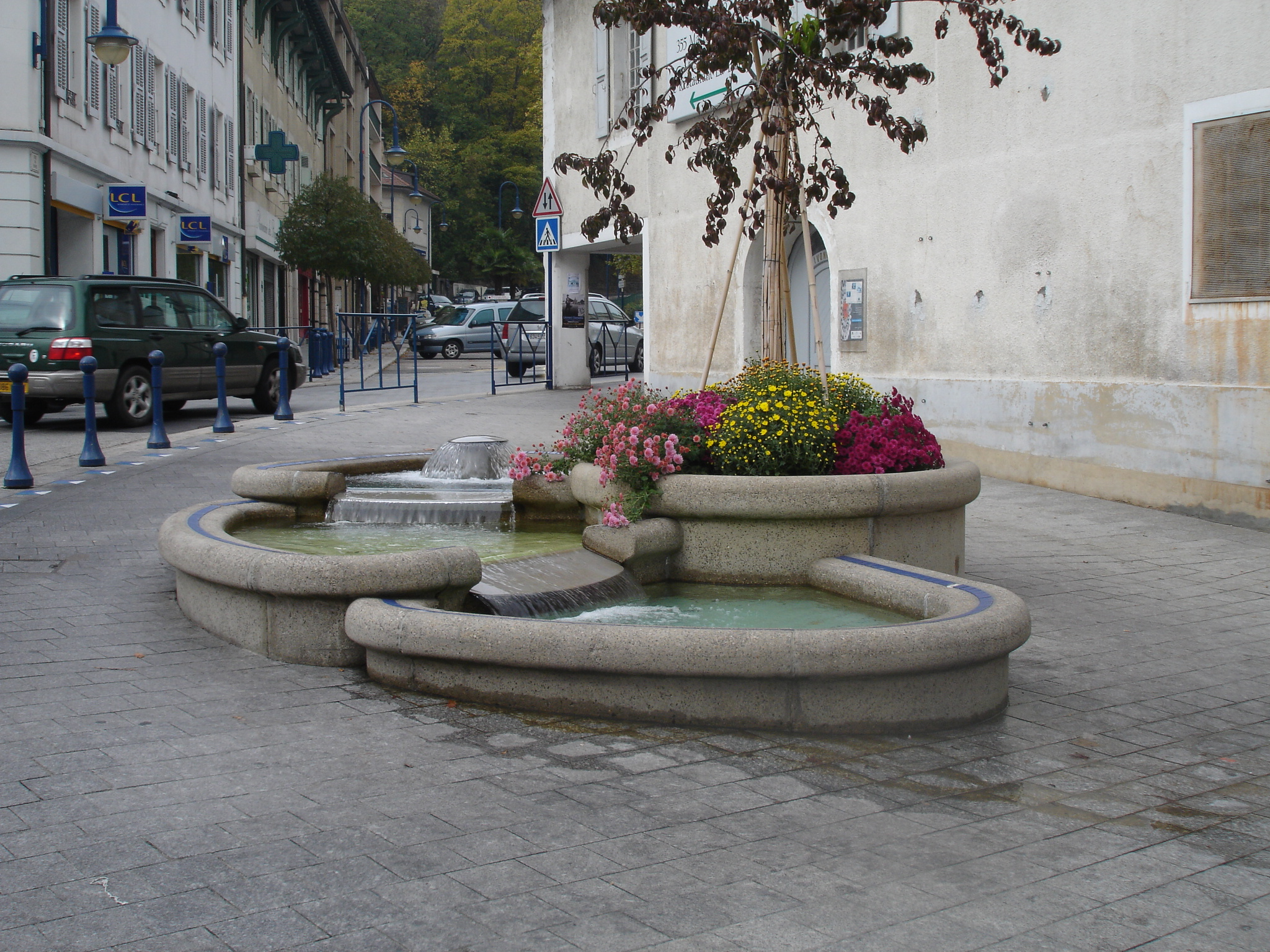
Fontaine jeux d'eau.
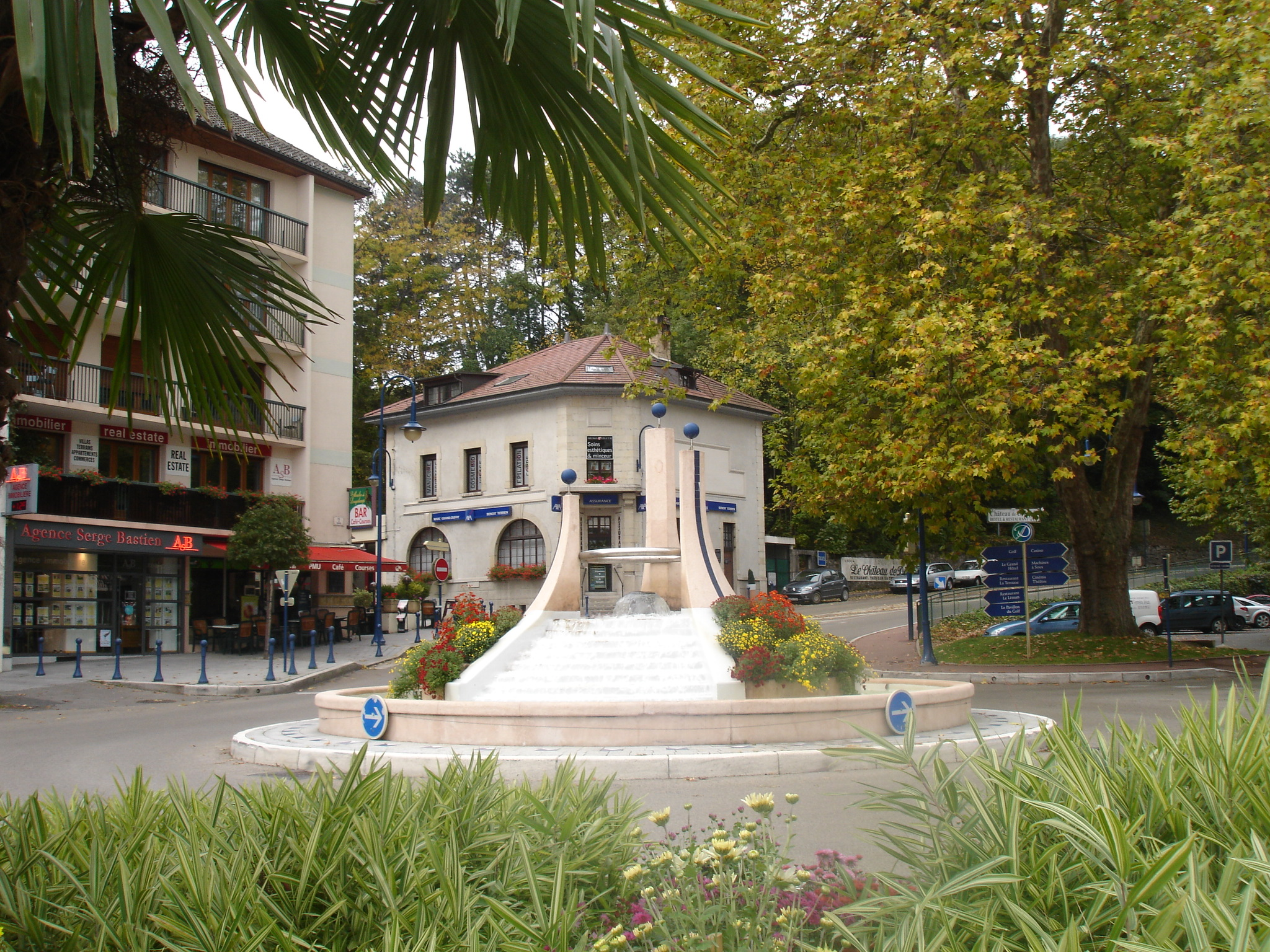
Fontaine du casino.
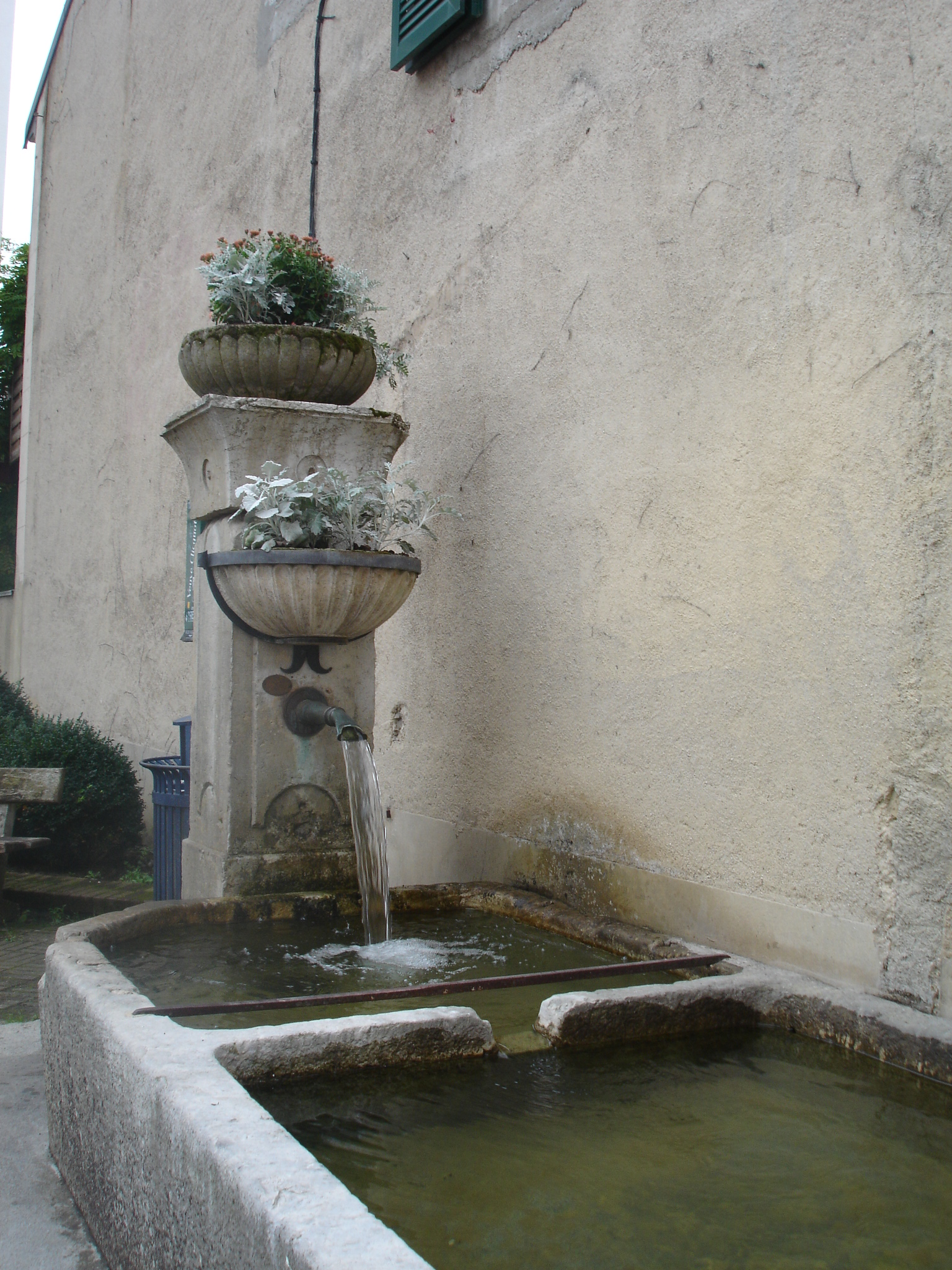
Fontaine ancienne du centre.
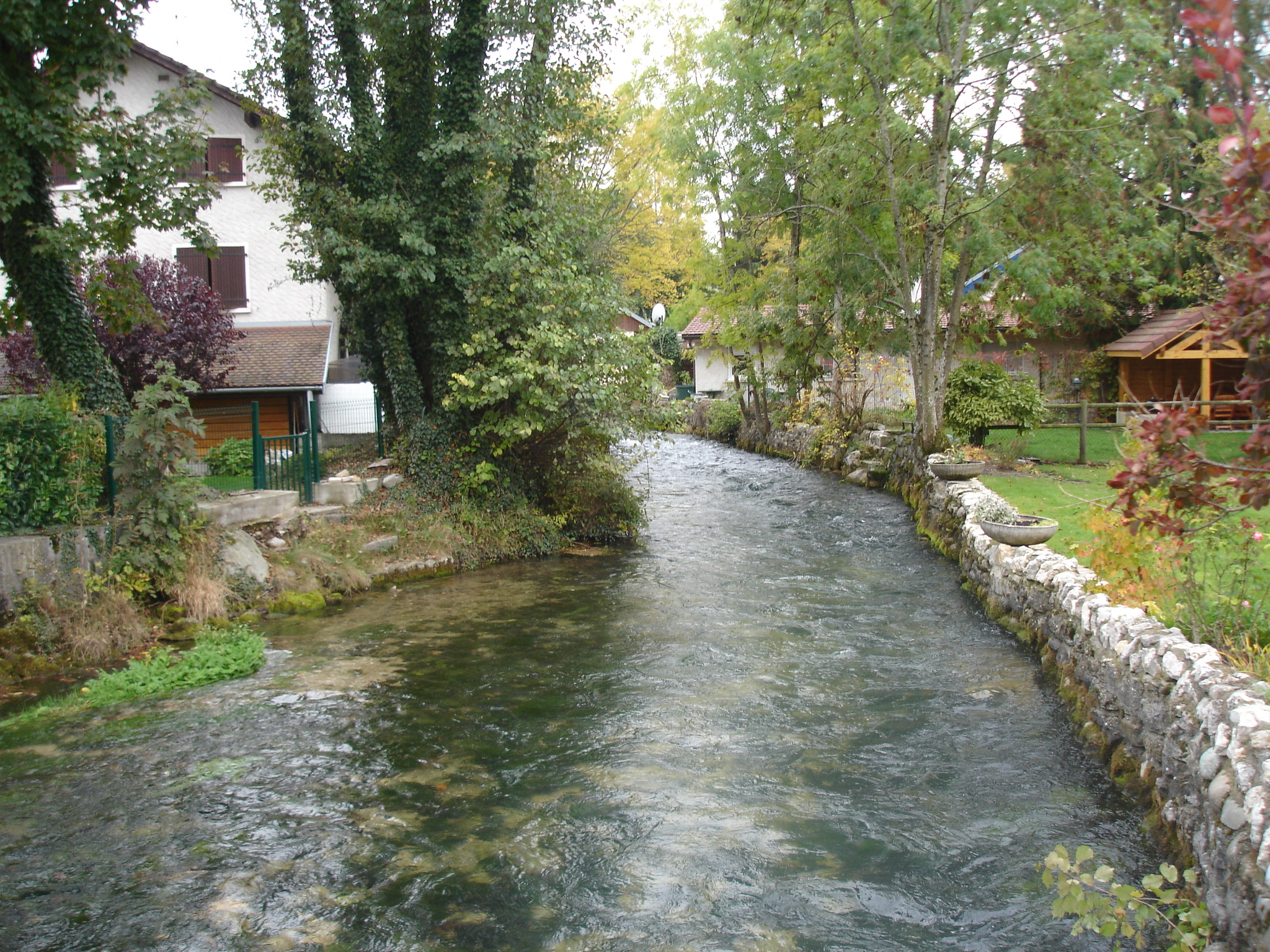
La Divonne, rivière prenant sa source à proximité du golf.
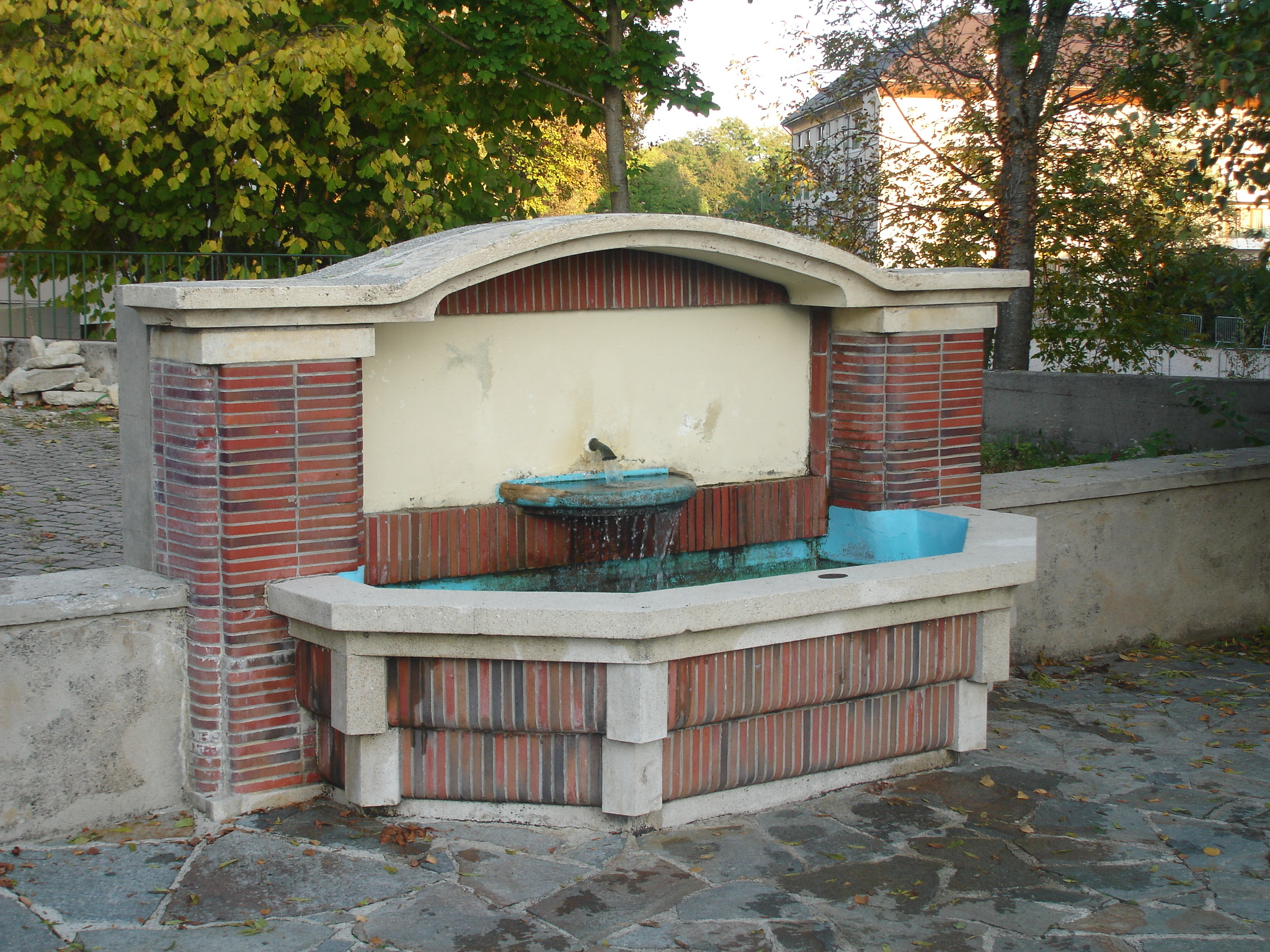
Fontaine en brique.
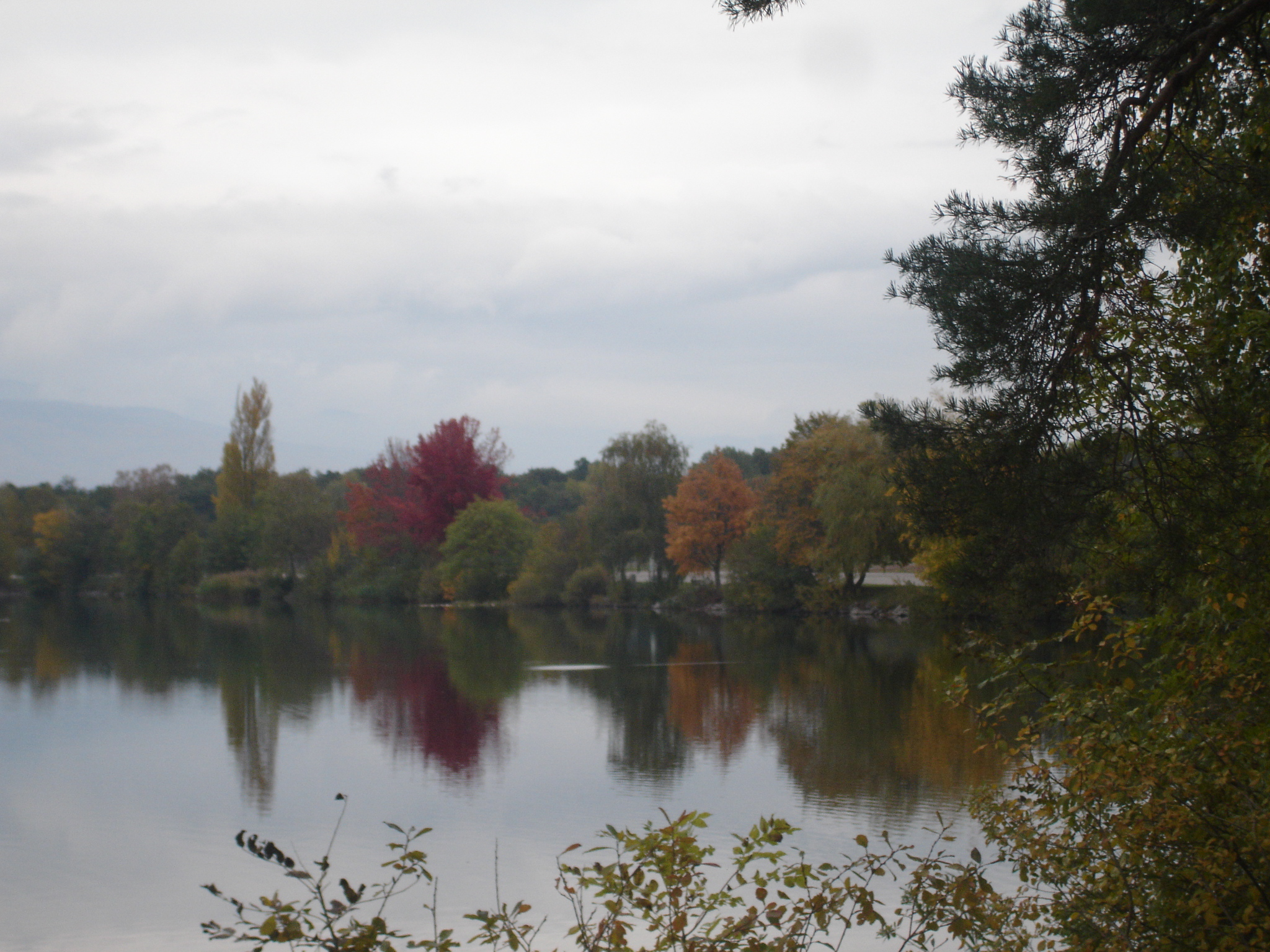
Vue sur le lac.
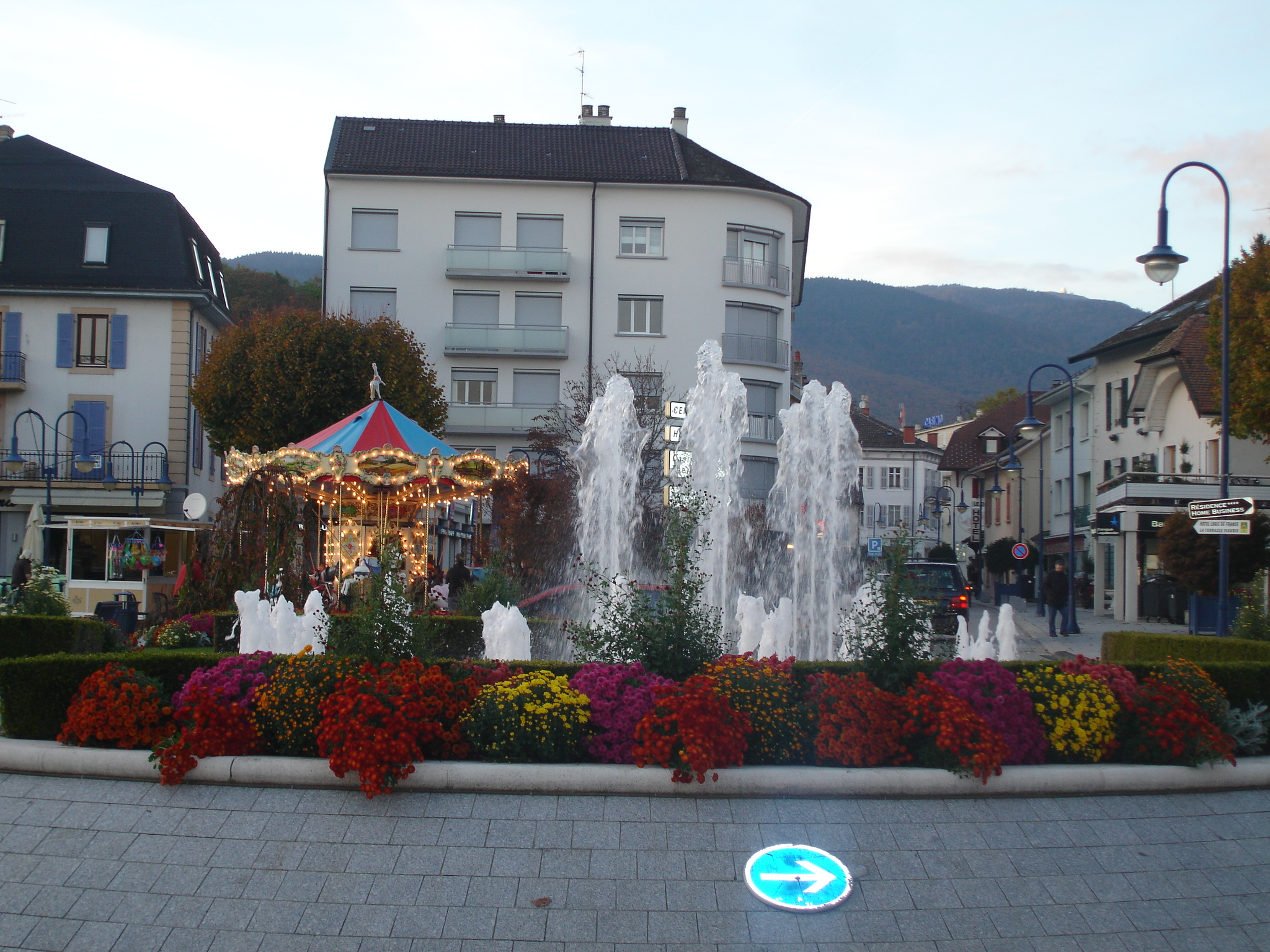
Fontaine jets d'eau multiple.

### Héraldique
| Blason de Divonne-les-Bains | Blason  | Écartelé : au premier et au quatrième d'argent semé de billettes de sable au lion issant du même brochant sur le tout, au deuxième et au troisième d'azur aux trois morailles d'or rangées en pal et au chef d'argent chargé d'un lion issant de gueules. |
| Blason de Divonne-les-Bains | Détails | |